# Парк культури і відпочинку (Виноградів)
Парк культу́ри і відпочи́нку (Парк Перені) — парк, що включає два об'єкти природно-заповідного фонду Закарпатської області.
Розташований у межах міста Виноградів Берегівського району Закарпатської області, по вулиці Копанській, 10, поруч з пам'яткою архітектури національного значення палацом баронів Перені.
Складається з двох парків-пам'яток садово-паркового мистецтва місцевого значення:
- Парк культури і відпочинку площею 4 га, оголошений Рішенням Закарпатського облвиконкому від 25.07.1972 р. № 243 та від 23.10.1984 р. № 253[1]
- Міський парк культури і відпочинку площею 2,7 га, оголошений Рішенням Закарпатського облвиконкому від 23.10.1984 р. № 253[2]

Парк сформувався довкола палацу Перені в 1870-х роках. Парк створений з елементами французького паркобудування, в ньому були клумби геометричної форми та амфітеатр. Росли такі екзотичні дерева як біла береза, модрина, ялівець, платан, гінкго. Посередині було коло, до якого сходилися стежки з усіх кінців парку. Незначні роботи велися в парку в 1912—1928 роках.
У 1950-х роках парк назвали іменем Максима Горького. У ньому містилися кінотеатр та атракціони.
Площа 4 га. Статус отриманий згідно з рішенням облвиконкому від 25 липня 1972 року № 243 та рішенням облвиконкому від 23 жовтня 1984 року № 253. Перебуває у віданні Виноградівської міської ради.
Статус надано для збереження парку при палаці Перені з насадженнями цінних видів дерев і кущів.

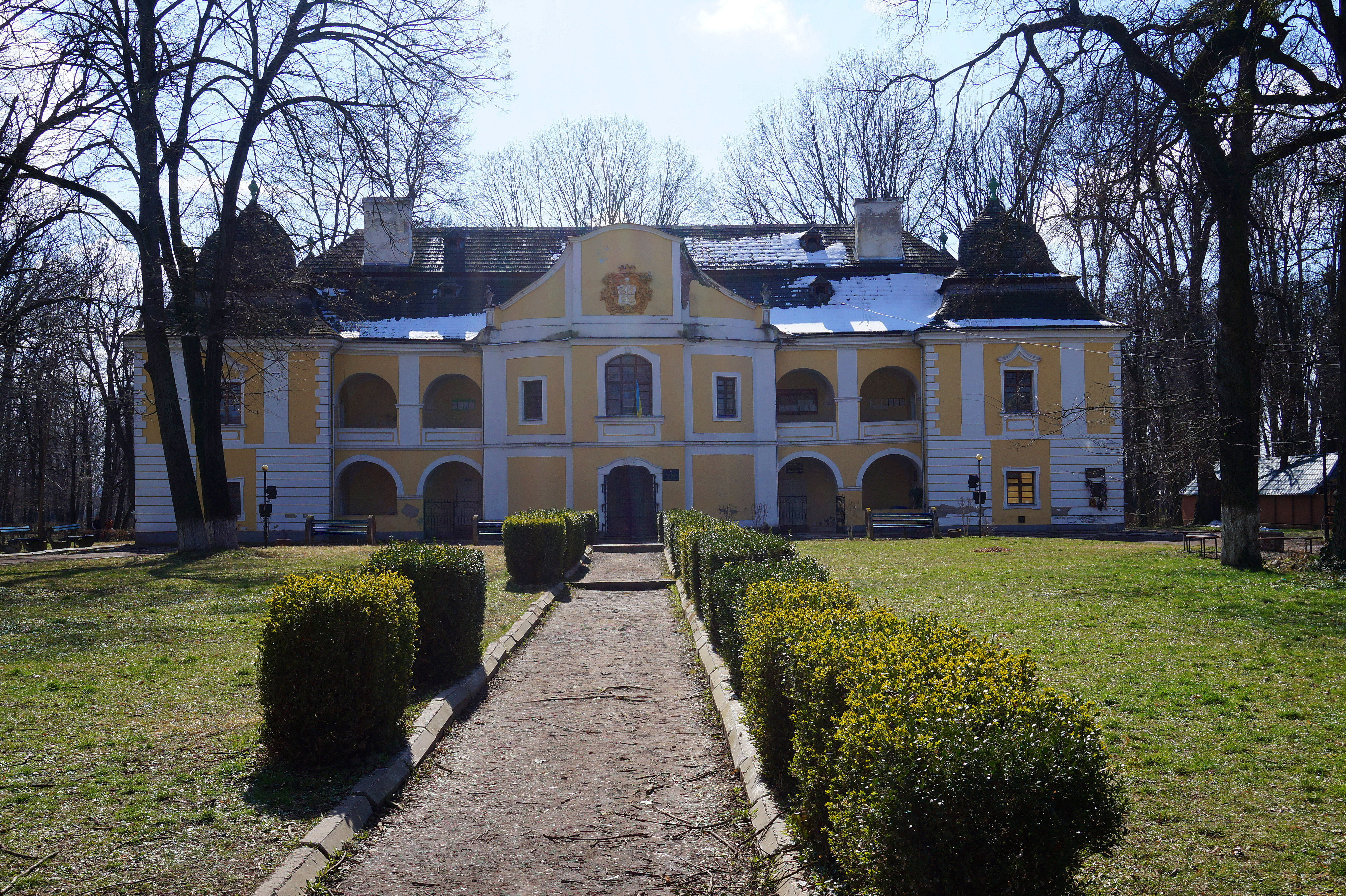
Палац Перені, навколо якого розташовано парк
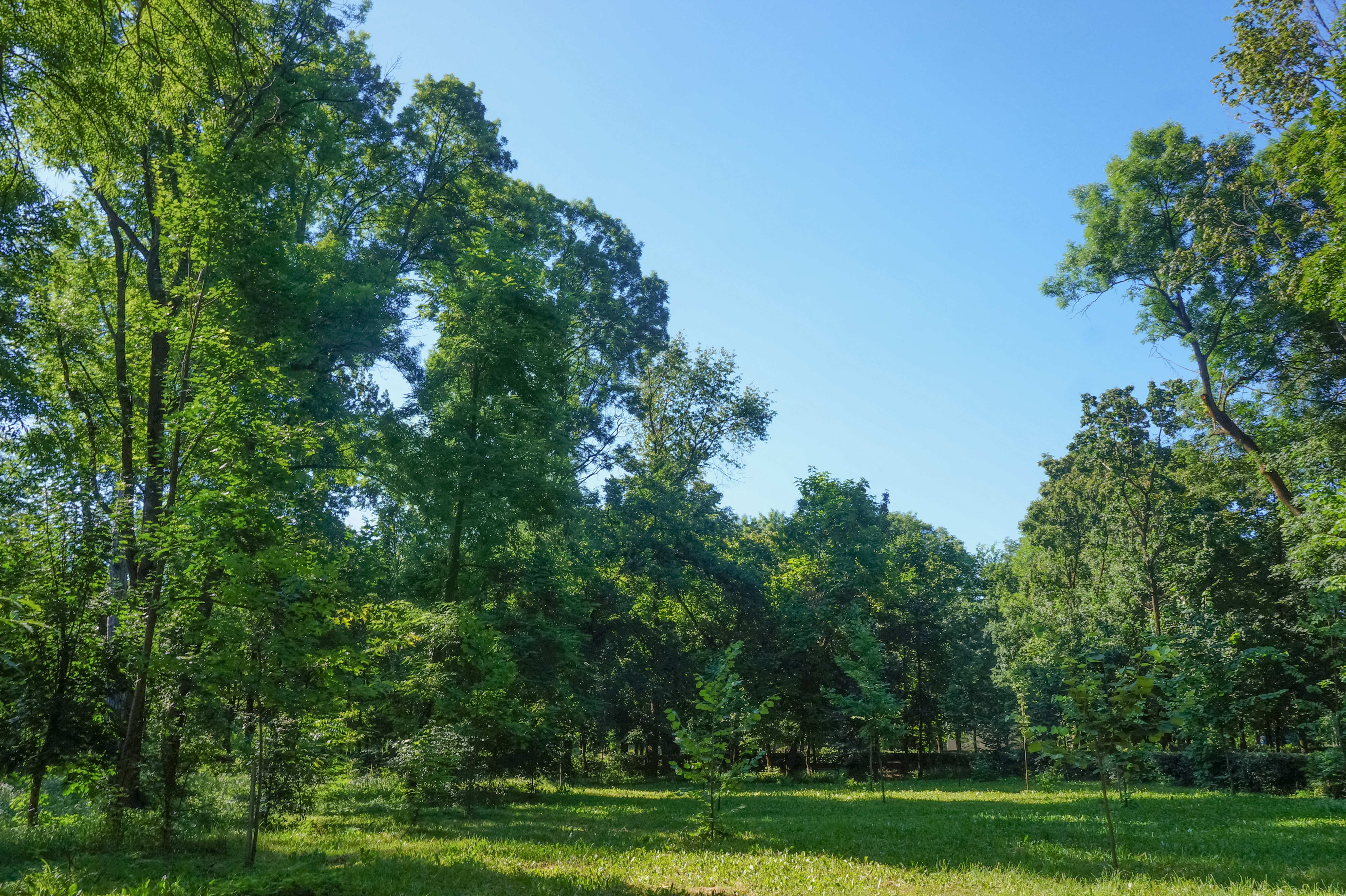
Дерева у парку
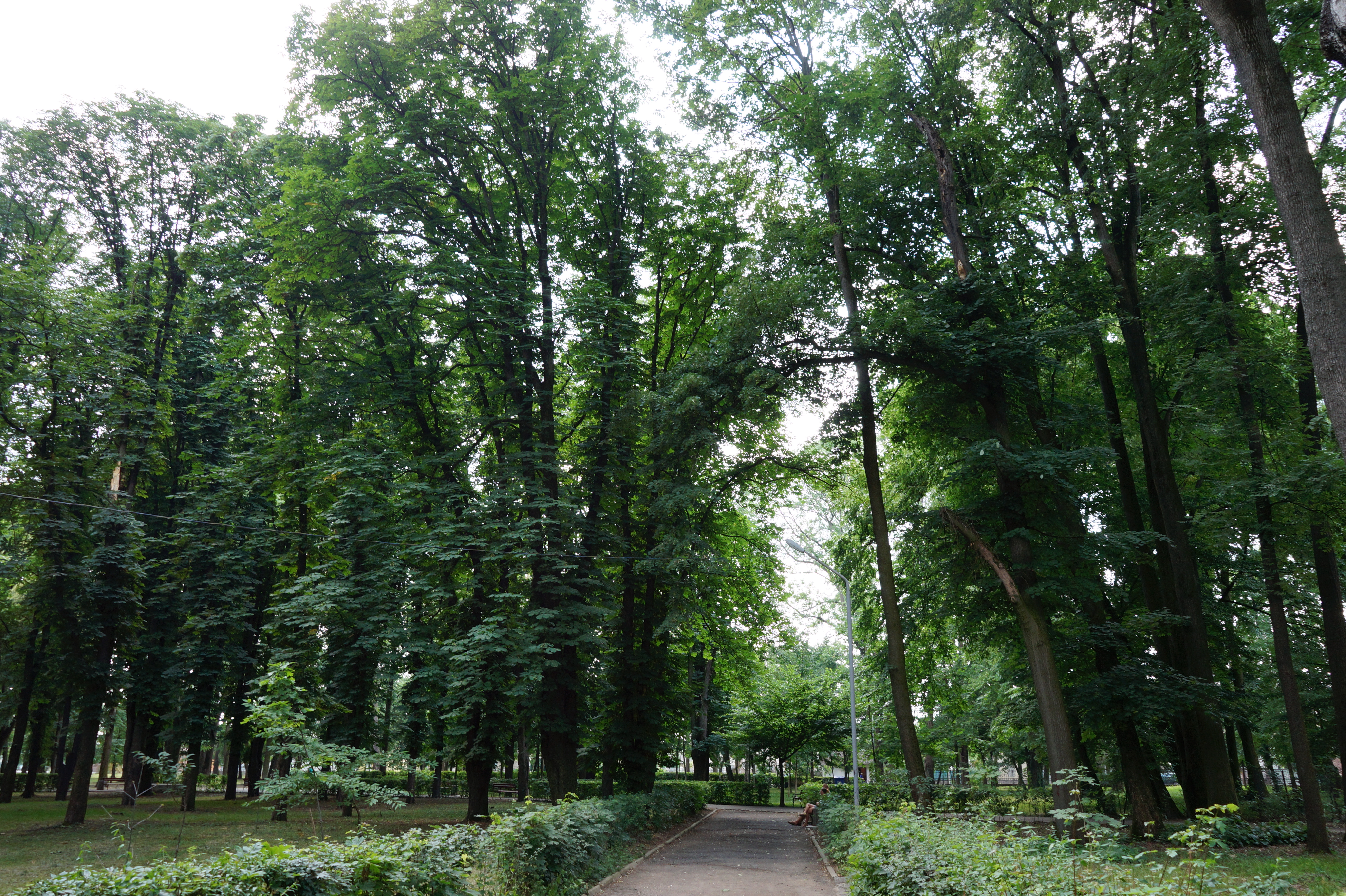
Доріжка у парку
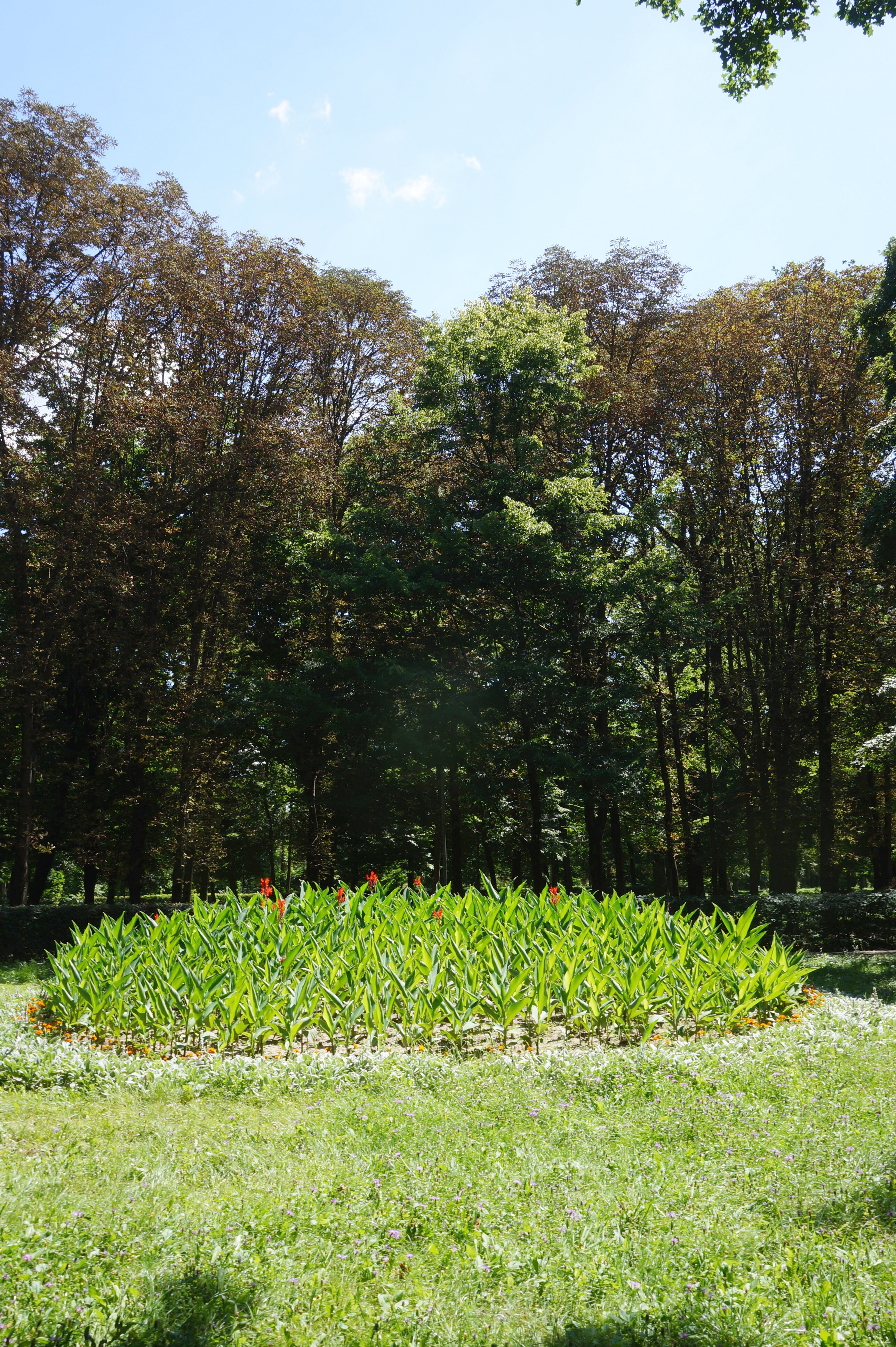
Клумба у парку
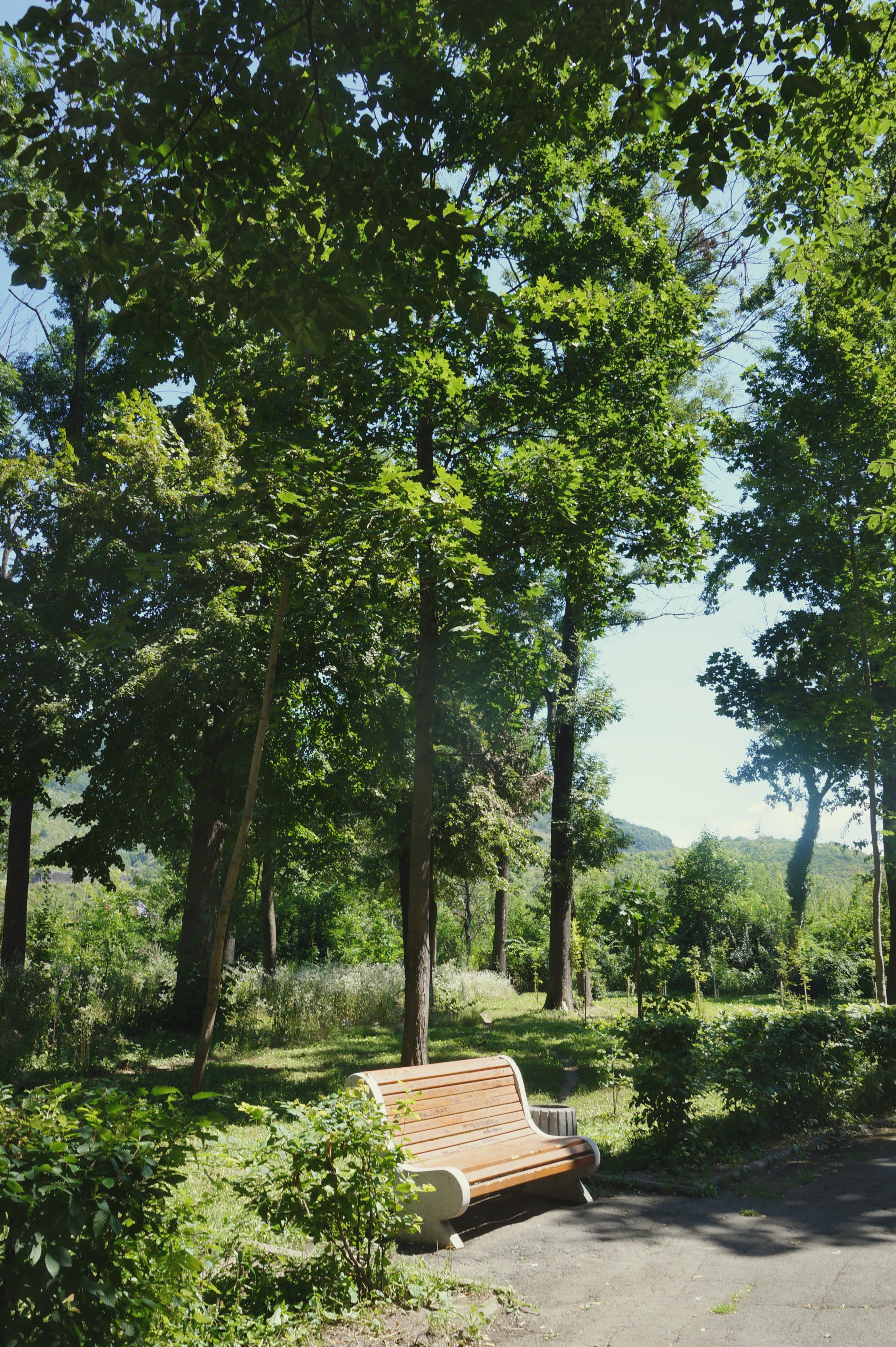
Лавка у парку
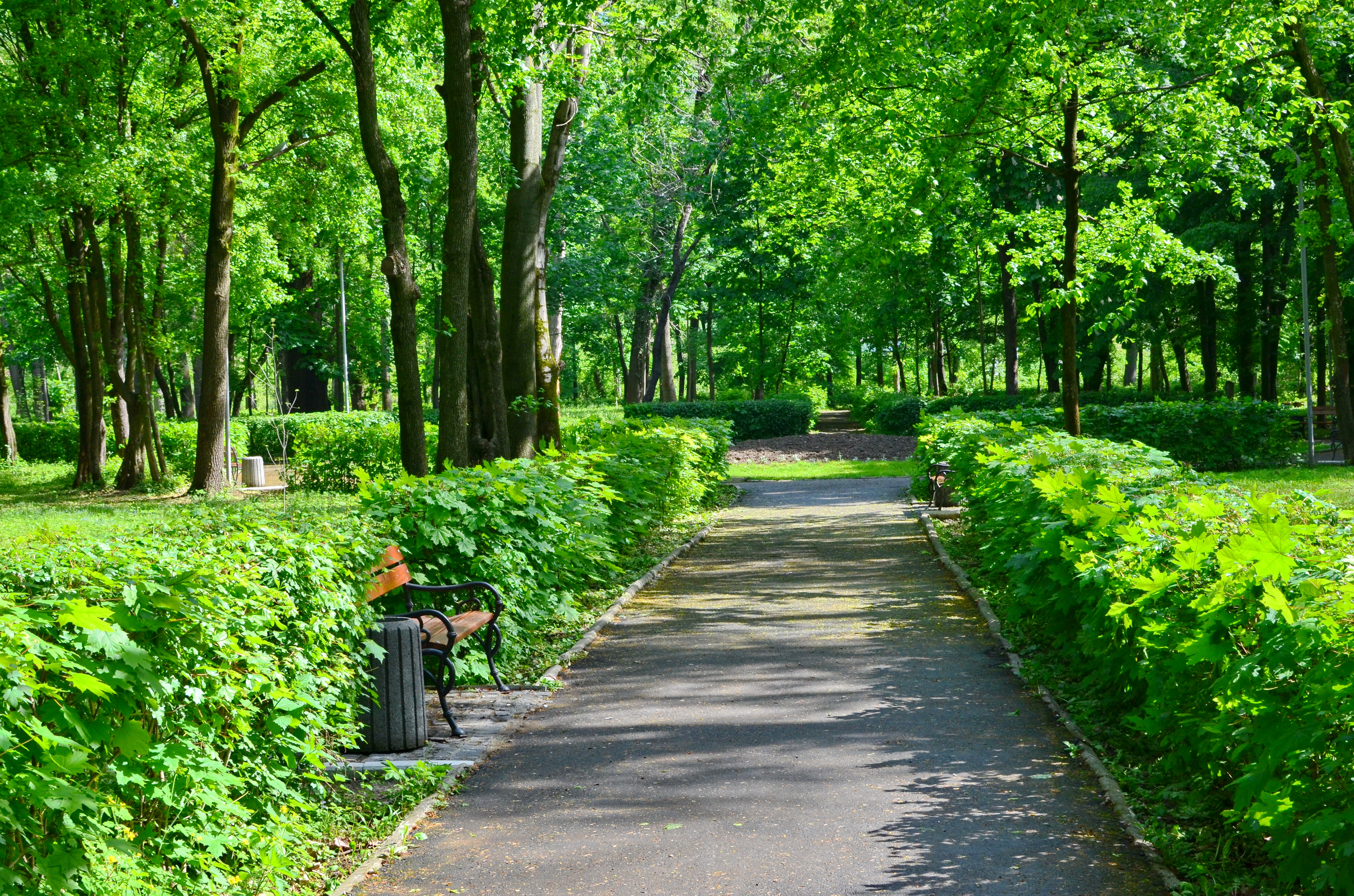
Доріжка у парку
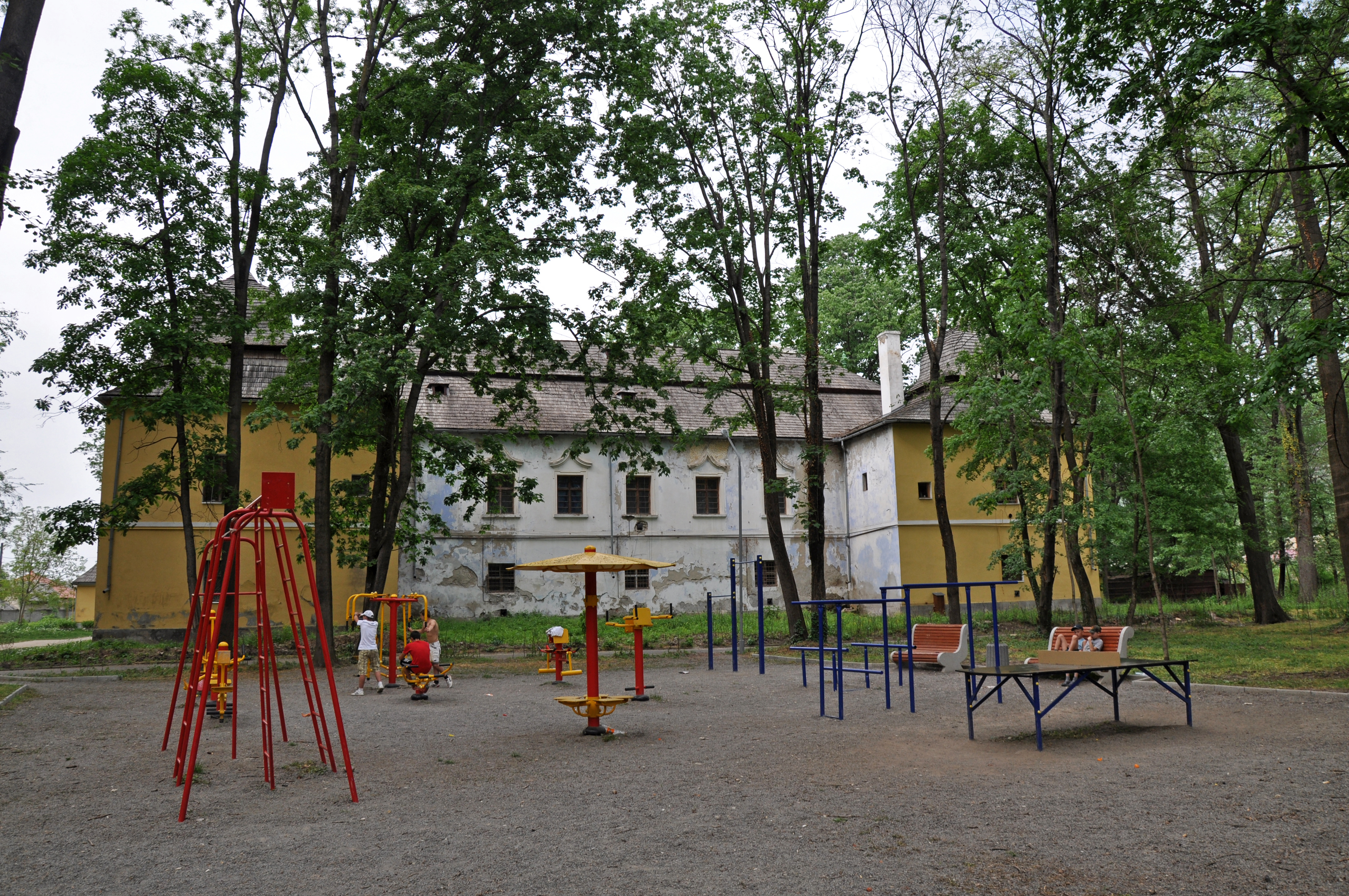
Тренажери
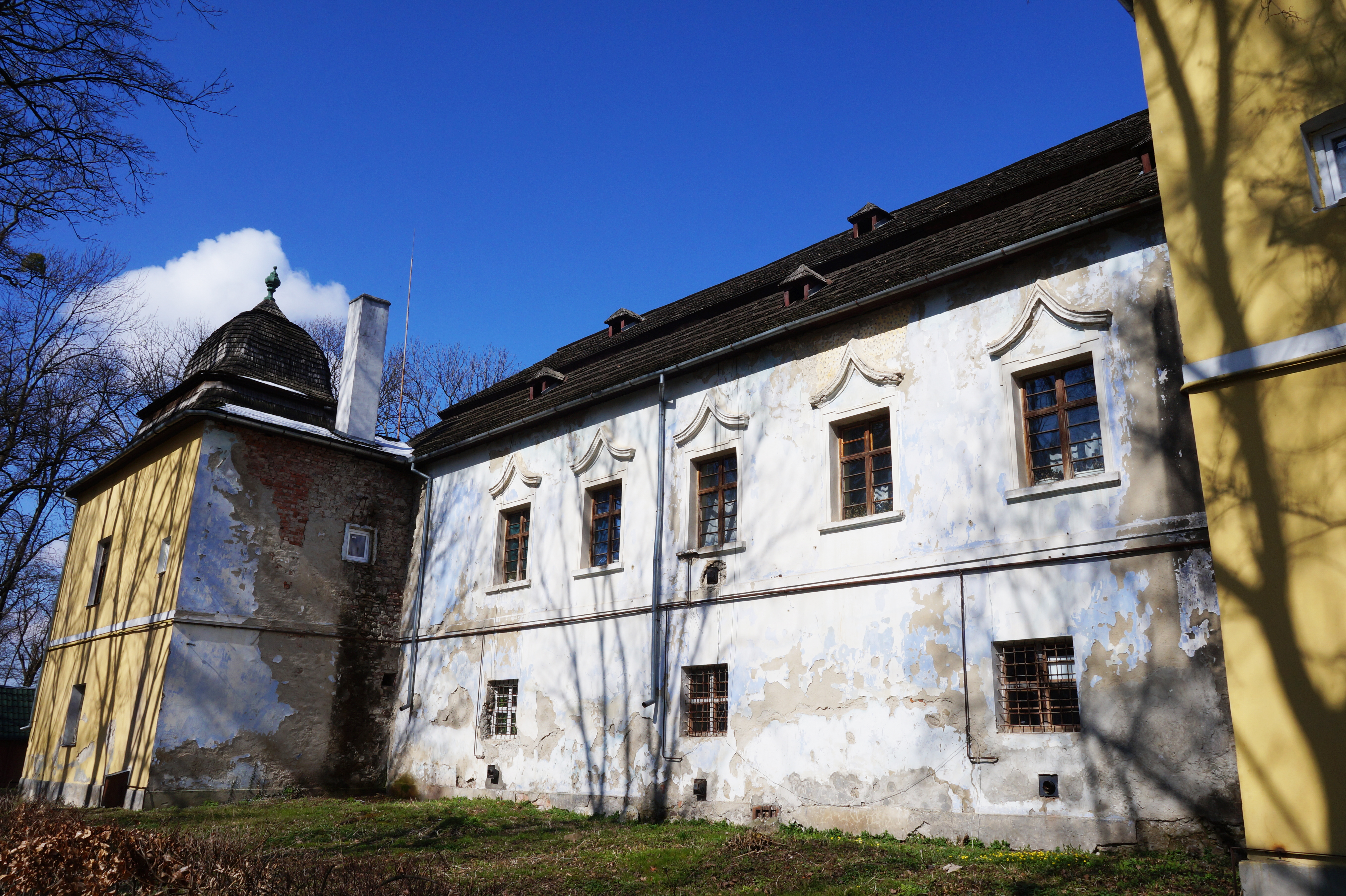
Задній фасад палацу Перені